# Циглер, Кейт
Кейт Мари Циглер (род. 27 июня 1988 года в Фэрфаксе) — американская пловчиха, которая специализируется на вольном стиле и заплывах на длинную дистанцию. Циглер выиграла в общей сложности 15 медалей в крупных международных соревнованиях, в том числе восемь золотых, пять серебряных и две бронзовых, в том числе на чемпионатах мира и Тихоокеанских играх. Она входила в олимпийскую сборную США 2012, а также соревновалась в заплыве на 800 метров вольным стилем на летних Олимпийских играх 2012 года.

## Ранние годы
Циглер родилась в 1988 году в городе Фэйрфакс, штат Вирджиния, в семье Дона и Кэти Циглер. Она училась в средней школе епископа Дениса Дж. О’Коннелла в Арлингтоне, штат Вирджиния, пригороде Вашингтона. На это время пришлись её первые спортивные успехи, она завоёвывала награды Washington Post четыре года подряд, а также несколько раз признавалась пловчихой года. На чемпионате по плаванию и нырянию 2003 года, будучи ещё новичком, она заняла третье место в заплыве на 200 ярдов вольным стилем (1:51.59) и выиграла 500 ярдов вольным стилем (4:47,78), побив на то время 15-летний рекорд Пам Минторн. Она также участвовала в школьных соревнованиях: 200 ярдов вольным стилем (24,51 сплит) и 400 ярдов вольным стилем (53,65 сплит), заняла седьмое и шестое итоговое место, соответственно. В следующем году, будучи на втором курсе, она выиграла как 200 (1:46.15), так и 500 ярдов вольным стилем (4:41.91). Её показатели продолжали быстро улучшаться, на юношеском уровне она снова выиграла и 200 (1:45.43), и 500 ярдов вольным стилем (4:37,67), причём последний результат является национальным рекордом на уровне школ. На взрослом уровне она продолжала прогрессировать, повторив национальный рекорд средней школы в заплыве на 200 ярдов вольным стилем (1:45.49) и побив национальный рекорд Джанет Эванс на 500 ярдов вольным стилем (4:35,35).
После школы Циглер поступила в университет Джорджа Мейсона, а затем в 2011 году перешла в Чепменский университет.

## Профессиональная карьера
На чемпионате мира на короткой воде 2004 года в заплыве на 800 метров вольным стилем со временем 8:20,55 она заняла второе место после японки Сашико Ямады. Её 400-метровый сплит был четвёртым.
В феврале 2005 года на кубке мира МФП в Нью-Йорке Циглер выиграла 800 метров вольным стилем с результатом 8:16.32, побив 25-летний национальный рекорд Синтии Вудхэд.
В 2005 году на чемпионате мира в Монреале Циглер выиграла 800 метров вольным стилем (8:25.31) и 1500 метров вольным стилем (16:00.41). Последний результат был третьим в истории дисциплины, уступая только мировому рекорду Джанет Эванс (15:52,10) и результату немки Ханны Штокбауэр (16:00,18). Она квалифицировалась на чемпионат мира после победы в заплыве на 800 метров вольным стилем в отборе в Индианаполисе со временем 8:34.83. Она не смогла квалифицироваться в 400-метровом вольном стиле, заняв третье место со временем 4:12.09.
На Тихоокеанских играх по плаванию 2006 она проплыла 1500 метров вольным стилем за 15:55,01 став второй самой быстрой пловчихой всех времён на дистанции лишь вторым человеком, кому удалось финишировать быстрее 16 минут. Второе место заняла Хэйли Пирсол, которая финишировала через две секунды.
В 2007 году Циглер побила мировой рекорд Джанет Эванс на 1500 метров вольным стилем (15:42,54). Он держался в течение шести лет, пока в 2013 году его не побила Кэти Ледеки.
На чемпионате мира 2007 года, она выиграла 800 и 1500 метров вольным стилем, защитив свои титулы 2005 года.
В 2008 году Циглер получила право на участие в Олимпийских играх, заняв второе место после Кэти Хофф как на 400 (4:03.92), так и на 800 метров вольным стилем (8:25.38). На летних Олимпийских играх 2008 года в Пекине, однако Циглер в обоих событиях не прошла квалификацию для участия в финале. Примечательно, что её лучшее время на 800-метровой дистанции принесло бы ей серебряную медаль.
В отборочном турнире США на Олимпиаду 2012 в Омахе, Небраска, Циглер во второй раз попала в олимпийскую сборную США, приплыв второй на 800 метров вольным стилем со временем 8:21,87, уступив Кэти Ледеки. Она также участвовала в заплыве на 400 метров вольным стилем и заняла седьмое место в финале (4:09.17).
На летних Олимпийских играх 2012 в Лондоне Циглер участвовала в пятом квалификационном заплыве на 800 метров вольным стилем, она приплыла последней, показав время 8:37.38, и не вышла в финал.
В мае 2015 года Циглер вернулась к участию в турнирах после двухлетнего перерыва. Завершила карьеру в 2016 году.